# Patenbescheinigung
Eine Patenbescheinigung ist die Bestätigung einer Kirchengemeinde oder Pfarrei, dass ein Mitglied zur Übernahme des Patenamts berechtigt ist. Sie ist erforderlich, wenn Paten nicht der Gemeinde angehören, in der die Taufe stattfindet.
Eine Patenbescheinigung stellt das Pfarramt der Wohnsitz-Kirchengemeinde oder Pfarrei des Paten aus.

## Römisch-katholische Kirche
Gemäß can. 874 Abs. 3 CIC muss der Pate katholisch und gefirmt sein. Der Nachweis wird üblicherweise durch eine Taufbescheinigung erbracht, die von der Pfarrei ausgestellt wird, in der der Pate getauft wurde. Im Bistum Trier wird stattdessen seit 2002 auch eine vom Pfarramt des aktuellen Wohnsitzes des Paten ausgestellte Patenbescheinigung anerkannt.

## Evangelische Kirchen
Voraussetzung für die Übernahme einer Patenschaft in der evangelischen Kirche ist in der Regel, dass der Pate getauft und konfirmiert ist bzw. im religionsmündigen Alter getauft wurde und aktuell auch Kirchenmitglied ist. Die entsprechende Bescheinigung wird in der evangelischen Kirche auch als Patenschein bezeichnet. Davon zu unterscheiden ist der Patenbrief, der dem Paten bei der Taufe als Beurkundung seiner Patenschaft ausgehändigt wird.

## Altkatholische Kirche
Mit der Patenbescheinigung bestätigt das Pfarramt, dass die darin genannte Person getauft, Mitglied der altkatholischen bzw. christkatholischen Kirche und in der Pfarrgemeinde ansässig ist.